# Атырауский драматический театр
Атырауский областной академический казахский драматический театр имени Махамбета — находится в городе Атырау, Атырауской области в Западном Казахстане. Один из первых театров Казахстана.

## Художественный персонал
С января 2023 года директором является - Сагынтай Копжасаров Сатыбалдыулы.
Нұргул Құмарқызы - Заместитель директора
Мұқанғали Томанов - художественный руководитель, главный режиссер, обладатель премии им. Махамбета
Темірбек Мұхтаров - Главный художник, член союза художников Казахстана
Әміржан Нұрлан - Руководитель молодежного театра
Жанат Телтаев - Режиссер
Тимур Коесов - Сценограф
Гүлнұр Қайырлиева - Заведующий труппы
Мырзабек Макулов - Помощник режиссера
Нұрбек Съезхан - Помощник режиссера
Бекет Зинуллин - Ассистент режиссера
Жомартбек Жасталапов - Ассистент режиссера
Нуриден Сембай - Дизайнер, помощник главного художника
Бақытгүл Адилғалиева - Заведующий художественно-постановочного отдела
Болат Кохаманов - Композитор
Артур Ибраев - Заведующий литературного отдела
Бағытжан Бердешұлы - Заведующий отдела звукозаписи
Сәрсенбай Ерғалиев - Заведующий сцены

## История
Основан в 1938 году в городе Атырау. В его состав вошла труппа Петропавловского, а с 1948 года — Уральского театров.Театр открылся спектаклем Мухтара Ауэзова «Тунги сарын».
Поставлены пьесы «Абай», «Карагоз», «Каракыпчак Кобыланды», «Енлик — Кебек», «Айман — Шолпан» М.Ауэзова, «Ревизор» Н. В. Гоголя, «Любовь Яровая» К. А. Тренева, «Укрощение строптивой» У.Шекспира, «Свадьба в Малиновке» А.Б, Александрова, «Аршин мал Алан» У.Гаджибекова, «Оптимистическая трагедия» В. Б. Вишневского, «Русский вопрос» К. М. Симонова, «Всеми забытый» Назыма Хикмета. В репертуаре театра достойное место занимают спектакли «Козы Корпеш — Баян сулу» Г.Мусрепова, «Ботагоз» С.Муканова, «Исатай — Махамбет» М.Акынжанова и др.
В 1957 году театр стал лауреатом фестиваля «Театральная весна» (г. Алматы). С 1969 года носит имя Махамбета Отемисова.
В становлении театра большой вклад актёров К. Толекова, А. Ахметовой, Ж. Манаповой. З. Сулейменовой, Ы. Иманкулова, К. Имангалиева, режиссёров — Ш.Гатаулина, А. И. Сусанова-Саянского, А.Есенбаева, Н. Л. Леготина, P. M. Шарафутдиновой, М. Камбарова, К. Жетписбаева, Мен Дон-Ук, Ш. Зулкашева.
Постановлением Правительства РК от 13 февраля 2018 года № 52 театру присвоено Академическое звание, а название организации изменено на Коммунальное государственное казенное предприятие «Областной государственный академический казахский драматический театр имени Махамбета».

## Труппа
1. Сисенкенова Адеми — Народная артистка Каракалпакской АССР
2. Жаксыбаева Алия — обладательница знака «Мәдениет қайраткері»
3. Махмутов Кайыржан  — обладатель знака «Мәдениет қайраткері»
4. Жангельдиев Толеген  — Заслуженный деятель РК
5. Куанышева Хадиша — обладательница знака «Мәдениет қайраткері»
6. Баетова Анета — обладательница знака «Мәдениет қайраткері»
7. Шегебаева Роза — обладательница знака «Мәдениет қайраткері»
8. Куттымбетова Бахыт — «Отличник культуры» РК
9. Байменова Сауле — обладательница знака «Мәдениет қайраткері»
10. Кунайым Шаматова — обладательница знака «Мәдениет қайраткері»
11. Шаненова Магрипа — обладательница знака «Мәдениет қайраткері»
12. Куйкенов Кабдолла — обладатель знака «Мәдениет қайраткері»
13. Кожабеков Сабит  — Заслуженный деятель РК
14. Шаманов Елтай — «Отличник культуры» РК
15. Мухтарова Айнагуль — обладатель знака «Мәдениет қайраткері»
16. Зинуллин Бекет — лауреат республиканского фестиваля театров
17. Кайырлиева Гулнур — лауреат республиканского фестиваля театров
18. Жанбалаев Асыланбек — лауреат республиканского фестиваля театров и др.

## Награды и премии
1. В 1994 году коллектив театра стал победителем конкурса театров, посвященного 100-летию С. Сейфуллина в городе Жезказган. Спектакль К. Мырзалиева «Раненый тигр» занял І место, актер Т. Куанышев, сыгравший Баймағамбета, удостоен звания «Заслуженный артист Республики Казахстан», режиссер Ш.Кәрібаев стал обладателем «Премии имени Махамбета», а постановка «Раненый тигр» получила направление в Египет.
2. В 2008 году на XIV Республиканском фестивале театров Казахстана режиссер драмы М. Ауэзова «Каракоз» Н. Жұманиязов стал дипломантом, а актер театра Сәбит Қожабеков был награжден дипломом «Лучшая мужская роль второго плана».
3. В 2010 году в Республиканском фестивале театров, посвященном 100-летию Б. Момышұлы в г. Тараз лирический грустный спектакль Мукангали Томанова «Безответное чувство» получила приз «Зрительские симпатии».
4. В 2012 году принял участие в ХХ Республиканском фестивале драматических театров Казахстана, посвященном 80-летию А.Мамбетова, в Уральске со спектаклем «Дорогая Памела» по пьесе Д. Патрика.
5. В 2013 году на Фестивале западных региональных театров в Уральске Ұ.Жөкенов,  А.Ихсанов участвовали в драме «Мальчики-пираты», а актриса театра Л. Апанаева была удостоена звания «Лучший дебют».
6. В 2015 году принял участие в I Международном театральном фестивале Заслуженного деятеля Казахстана, лауреата Международной премии имени Чингиза Айтматова, выдающегося писателя и драматурга Рахымжана Отарбаева с исторической драмой Р.Отарбаева «Бас» и занял ІІ призовое место.
7. В 2016 году приняв участие в XXIV Республиканском фестивале драматических театров Казахстана, посвященном 25-летию Независимости Республики Казахстан, с драмой Ч.Айтматова «Мангурт», режиссер Гульназ Камысбаева стала победителем в номинации «Лучший режиссер».
8. В июне 2017 года участвовав в XIX Международном фестивале международных театров «Боспорские огоны» в г.Керчь Республика Крым РФ с трагедией Еврипиды «Медея» был удостоен в номинации «Современное прочтение античной темы».
9. 2017 году в Астане на I Республиканском Форуме молодых режиссеров имени Қайрата Сугірбекова по программе «Духовное возрождение» режиссер-постановщик  Камысбаева Гульназ заняла І место.
10. 27 марта 2017 года актриса театра Шынар Рамазанова была награждена в номинации «Үміт» Национальной театральной премии «Сахнагер-2017» за участие в театральном искусстве Ассоциации театров Казахстана.
11. В ноябре 2017 года спектакль М. Отарбаева «Баянды Бақ» был поставлен в театрах Афшин и Малатья Турции.
12. В 2018 году руководитель театра Берік Қилекешұлы Джаменов за организационные заслуги в театре Ассоциации театров Казахстана был номинирован на премию «Самый лучший менеджер» Национальной театральной премии «Сахнагер-2018».
13. В 2018 году актер театра Мусагалиев Асхат за игру в театральном искусстве Казахстана был удостоен номинации «Үміт» Национальной театральной премии «Сахнагер-2018».
14. В ноябре 2019 года на II Республиканском фестивале театров имени Р. Отарбаева театр  получил Гран-при.
15. 17 декабря 2019 года актер театра Нурбек Съезхан за участие в театральном искусстве Ассоциации театров Казахстана был удостоен номинации «Үміт» Национальной театральной премии «Сахнагер-2019».

## Репертуар
1. Е. Домбаев «Әй, қыздар-ай» (2008)
2. А. Оразбеков «Бір түп алма ағашы» (2009)
3. С. Ахмад «Супер келін» (2010)
4. М. Ладо «Болмаған оқиға» (2010)
5. Р. Муканова «Мәңгілік бала бейне» (2010)
6. К. Мырзалиев «Жаралы Жолбарыс» (2011)
7. Р. Отарбаев «Жаңғырық» (2011)
8. Т. Ахтанов «Күшік күйеу» (2011)
9. Т. Нурмагамбетов «Түнгі қонақ» (2012)
10. У. Жокенов, А.Ихсанов «Қарақшы-малайлар» (2012)
11. Ю. Онил «Шырмауық астындағы шырғалаң» (2012)
12. М. Томанов «Made in Махаббат немесе ғашығыңа жолық» (2013)
13. А. Ихсанов «Хақ жолы» (2013)
14. Р. Отарбаев «Нашақор» (2014)
15. Р. Куни «Номер 13» (2015)
16. Д. Саламат «Қайдасың, Фигаро?» (2015)
17. Р. Отарбаев «Бас» (2015)
18. Ш. Айтматов «Мәңгүрт» (2015)
19. Ш. Айтматов «Бетпе-бет» (2016)
20. Г. Пряхин «Тергеу» (2016)
21. Еврипид «Медея» (2016)
22. Р. Отарбаев «Двойник» (2016)
23. Р. Отарбаев «Баянды бақ» (2017)
24. И. Оразбаев «Сүйінбай» (2017)
25. С. Тургынбекулы «Мұқағали» (2017)
26. Р. Отарбаев «Баянды бақ» (2017)
27. Р. Отарбаев «Жасын ғұмыр» (2017)
28. Е. Домбаев «Аманат» (2018)
29. Ж. Солтиева «Әйел бақыты» (2018)
30. М. Томанов «Лабиринт» (2018)
31. Т. Алимкулов «Қош бол, Қараой» (2019)
32. А. Даулетбаева «Ар мен ақын» (2019)
33. Ж. Нажимеденов «Хат тасушы» (2019)
34. Р. Отарбаев «Жалғыздық» (2019)
35. Г. Хугаев «Андро и Сандро» (2019)
36. Д. Исабеков «Актриса» (2020)
37. Б. Шоу «Клеопатра» (2020)